# Mousse (champagne)

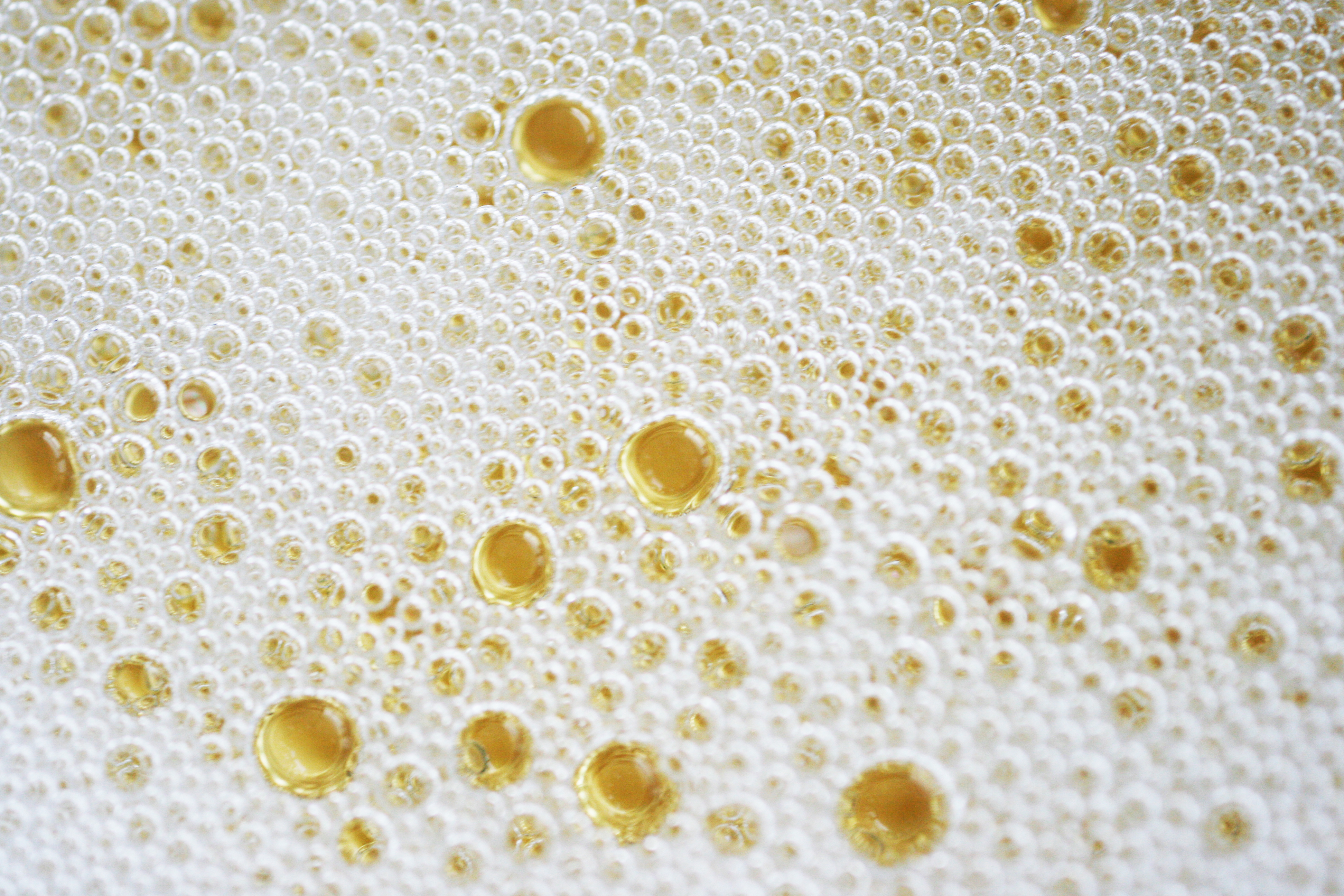
Champagne mousse

De mousse is de Franse naam voor de fijne koolzuurbelletjes die na het openen van de fles champagne zichtbaar worden om aan het oppervlak van de wijn uiteen te spatten. De kring van belletjes aan de rand van het glas wordt de robe genoemd.
De mousse ontstaat in een schuimwijn, ook wel mousserende wijn genoemd, door in een sterke fles samen met de jonge wijn wat suiker en gistcellen te doen en de fles, na de toevoeging van deze liqueur de tirage stevig af te sluiten. De wijn zal opnieuw gaan gisten. Deze gisting, in het Frans de prise de mousse genoemd, is kenmerkend voor de méthode traditionnelle die in de champagne werd ontwikkeld.
Een mousse van grote bellen maakt een champagne hard en zurig. Koolzuur is immers zuur. Een fijne mousse maakt de champagne fris en sprankelend.
De keldermeester kan de kwaliteit van de mousse op twee manieren bepalen; door een kleinere dosis suiker te gebruiken in de liqueur de tirage, of door het lang laten rijpen van de gebottelde champagne. Na het verlaten van de kelder zal een champagne, afhankelijk van de gebruikte druiven, meer of minder snel moeten worden gedronken. Een champagnefles die te lang is bewaard, verliest zijn koolzuur en zal bovendien maderiseren. Sommige dure champagnes, gemaakt van vooral pinot noir, kunnen lang worden bewaard, de mousse zal dan steeds fijner worden, maar ook voor deze flessen geldt dat de champagne, al is het na een tiental jaren, ondrinkbaar zal worden.
Sommige champagnefabrikanten vermelden de data van botteling en dégorgement op de fles. Die laatste datum is dan bepalend voor de termijn waarin men de wijn het beste kan drinken.
Al wat hier over champagnes wordt vermeld, geldt ook voor andere wijnen die volgens de méthode traditionnelle worden gemaakt.